# Volleyball Club Steinfort
VC Steinfort est un club luxembourgeois de volley-ball fondé en 1974 et basé à Steinfort, évoluant pour la saison 2015-2016 en Novotel Ligue Dames. 

## Palmarès
- Coupe du Luxembourg
  - Finaliste : 2016, 2017.

## Effectifs

### Saison 2015-2016
| No                         | Nom                        | Date de naissance          | Taille                         | Poids                          | Poste                          |
| -------------------------- | -------------------------- | -------------------------- | ------------------------------ | ------------------------------ | ------------------------------ |
| 1                          | Laura Palgen               | 14 mai 1992                | 164                            | 60                             | Passeuse                       |
| 3                          | Jil Schmit                 | 14 septembre 1990          | 178                            |                                | Réceptionneuse-attaquante      |
| 5                          | Kelly Schmit               | 19 mai 1993                | 175                            |                                | Réceptionneuse-attaquante      |
| 6                          | Carole Ney-Mander          | 19 août 1971               | 183                            |                                | Réceptionneuse-attaquante      |
| 7                          | Michelle Clemen            | 17 avril 1993              | 171                            |                                | Centrale                       |
| 8                          | Kim Godart                 | 15 octobre 1993            | 166                            | 59                             | Libero                         |
| 9                          | Lucie Ney                  | 14 janvier 1999            | 181                            | 59                             | Centrale                       |
| 10                         | Anne Heinen                | 24 juillet 1994            | 169                            |                                | Libero                         |
| 12                         | Jenny Bourg                | 6 septembre 1996           | 178                            |                                | Réceptionneuse-attaquante      |
| 18                         | Danielle Mander            | 7 août 1967                | 186                            |                                | Réceptionneuse-attaquante      |
| 21                         | Kim Laranjeira             | 5 avril 1990               | 169                            |                                | Centrale                       |
|                            |                            |                            |                                |                                |                                |
| Encadrement technique      | Encadrement technique      |                            | Légende                        | Légende                        | Légende                        |
| Entraîneur : Aurel Vlaicu  | Entraîneur : Aurel Vlaicu  | Entraîneur : Aurel Vlaicu  | : Capitaine                    | : Capitaine                    | : Capitaine                    |
| Entraîneur(s) adjoint(s) : | Entraîneur(s) adjoint(s) : | Entraîneur(s) adjoint(s) : | : Joueuse blessée actuellement | : Joueuse blessée actuellement | : Joueuse blessée actuellement |